# Pyrellia purpureonitens
Pyrellia purpureonitens är en tvåvingeart som beskrevs av Fritz Isidore van Emden 1965. Pyrellia purpureonitens ingår i släktet Pyrellia och familjen husflugor. Inga underarter finns listade i Catalogue of Life.